# Louis-Roland Trinquesse
Louis-Roland Trinquesse, ou Louis-Rolland Trinquesse, né le 24 décembre 1746 à Paris où il est mort le 14 juillet 1799 est un peintre et dessinateur français.

## Biographie

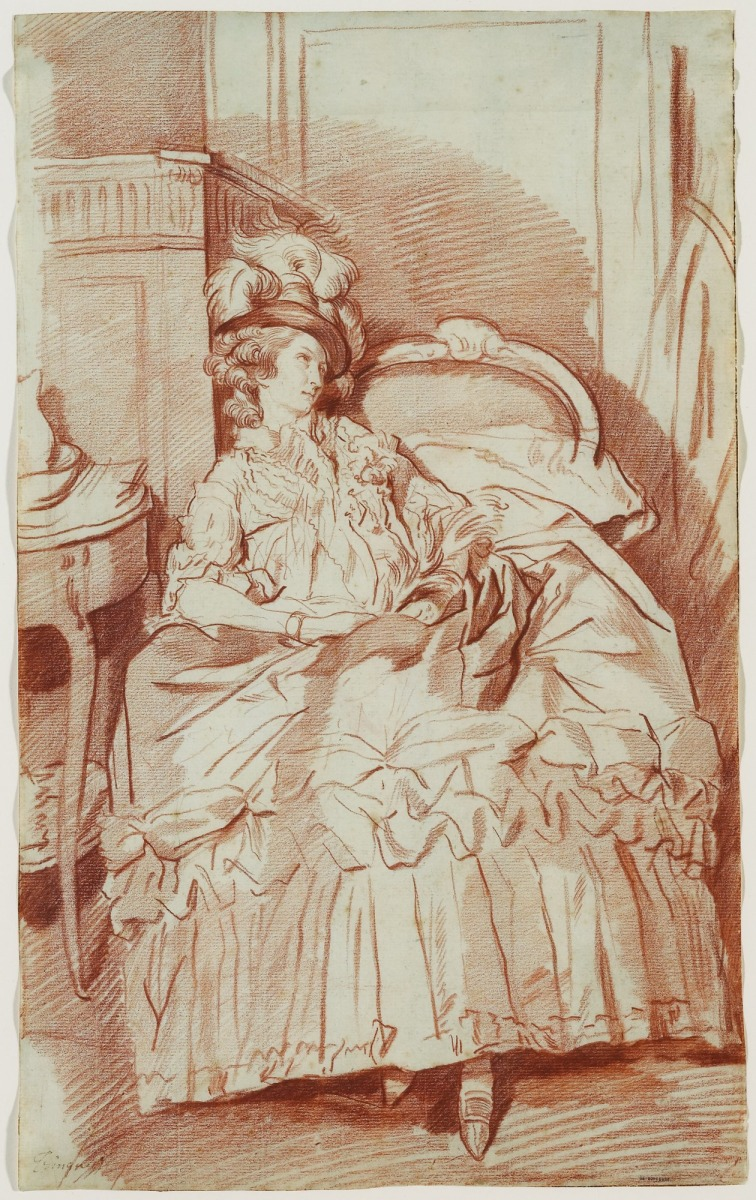
Femme assise avec un chapeau à plume (vers 1770), sanguine, Ottawa, Musée des beaux-arts du Canada.

Né le 24 décembre 1746 à Paris, paroisse Saint-Roch, dans l'actuel 1er arrondissement, Louis-Roland Trinquesse est le fils de François Trinquesse, bourgeois de Paris et de Claudine Grosbois. Baptisé à l'église Saint-Roch, il a pour parrain Alexis Roland Fillion de Villemur, fermier général et pour marraine Louise d'Épinay, née d'Esclavelles, également épouse de fermier général et femme de lettres à Paris.
En 1791, il épouse, dans l'ancienne abbaye Saint-Victor alors transformée en église paroissiale, Marie Catherine Roy, survivante à son décès. Il meurt le 14 juillet 1799 à son domicile situé 507, rue de la Clef, dans l'ancien 12e arrondissement de Paris,.

## Carrière
Son père tenant l'hôtel du Pérou, rue Traversière à la Butte Saint-Roch, Louis-Roland Trinquesse devient élève de l'école de l'Académie royale de peinture le 1er octobre 1758.
Il est l'auteur d'un œuvre abondant composé de nombreux portraits de la bourgeoisie et de l'aristocratie — son portrait de l'architecte L.-N. Percenet a été gravé par Louis-Simon Lempereur — et de scènes galantes d'un style particulièrement brillant, dont certaines furent attribuées à Fragonard. Célèbre pour le drapé de ses toilettes et ses scènes d'intimité familiale, il est également réputé pour ses dessins.

## Œuvres dans les collections publiques
Allemagne
- Munich, Alte Pinakothek : Divertissement musical, 1774.

France
- Dijon, musée des Beaux-Arts :
  - Offrande à Vénus, 1786 ;
  - Le Serment à l'amour, 1786 ;
  - Portrait d'un architecte ;
  - Portrait d'homme ovale, 1778.
- Pau, musée des Beaux-Arts :
  - L'Escarpolette
- Brissac, château :
  - Portrait de Louis-Hercule-Timoléon de Cossé-Brissac avec un page, 1777.

Japon
- Tokyo, Musée Fuji : Après la soirée, 1774.

Œuvres de Louis-Roland Trinquesse
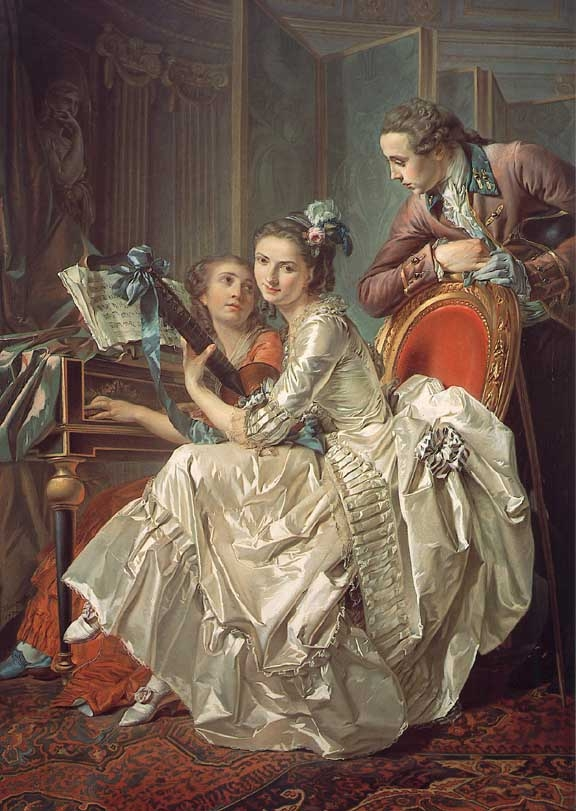
Divertissement musical (1774), Munich, Alte Pinakothek.
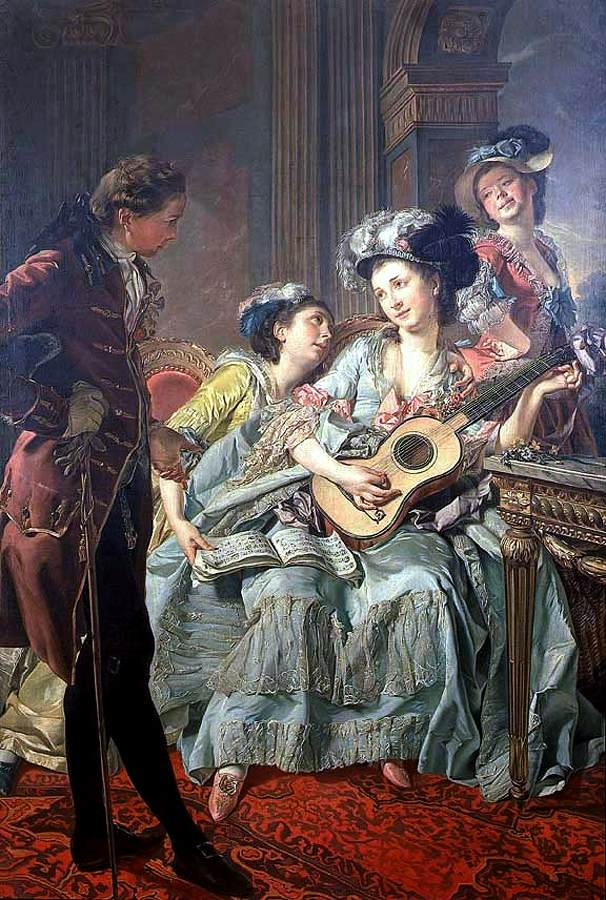
Après la soirée (1774), Tokyo, Musée Fuji.
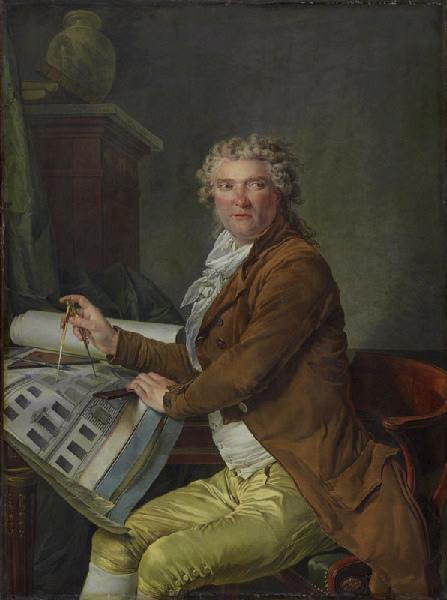
L'Architecte Jacques-Denis Antoine (1774 ou 1794), musée des Beaux-Arts de Dijon.
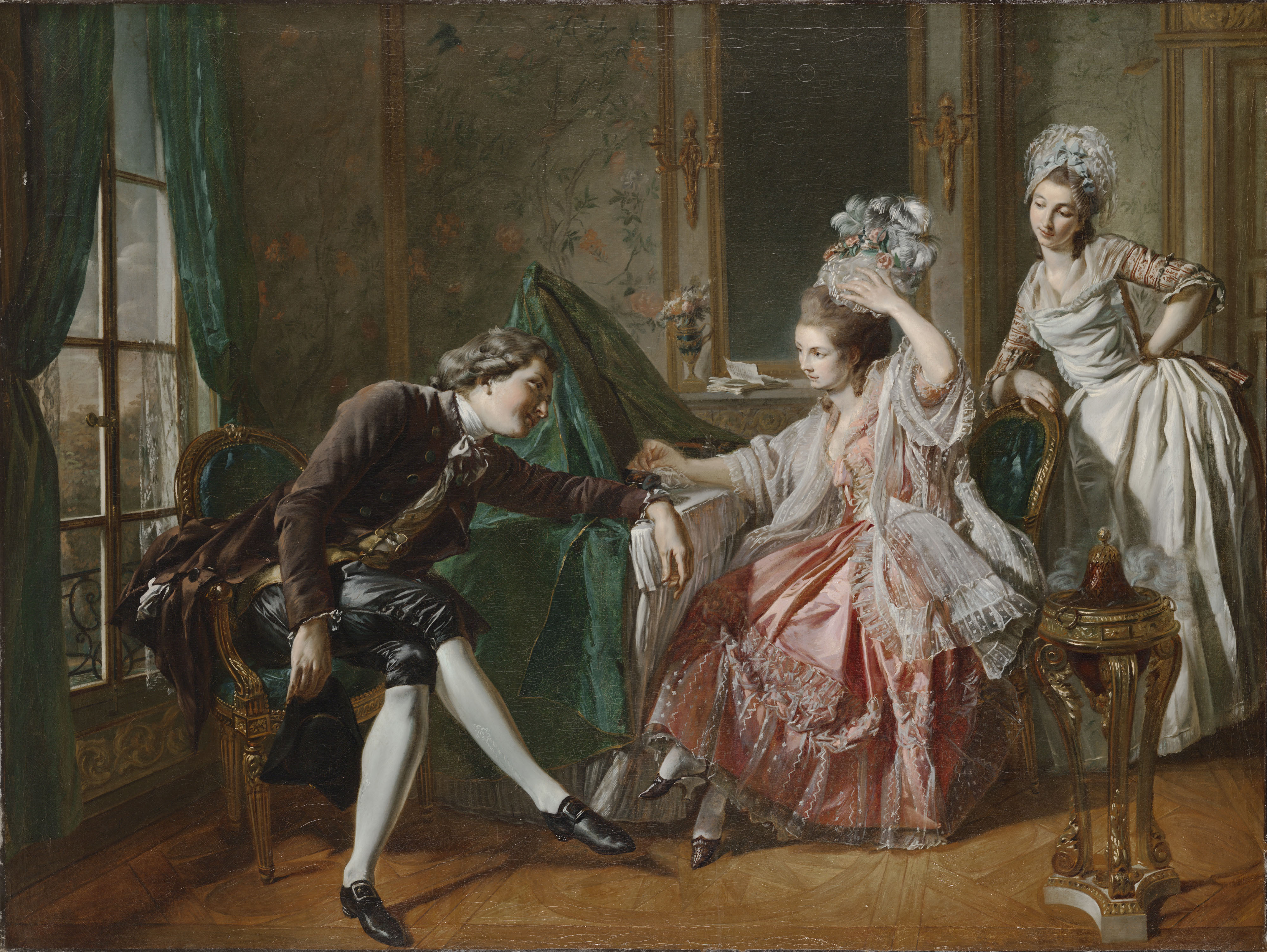
Un intérieur avec une dame, sa femme de chambre et un gentilhomme (1776), Hartford, Wadsworth Atheneum.
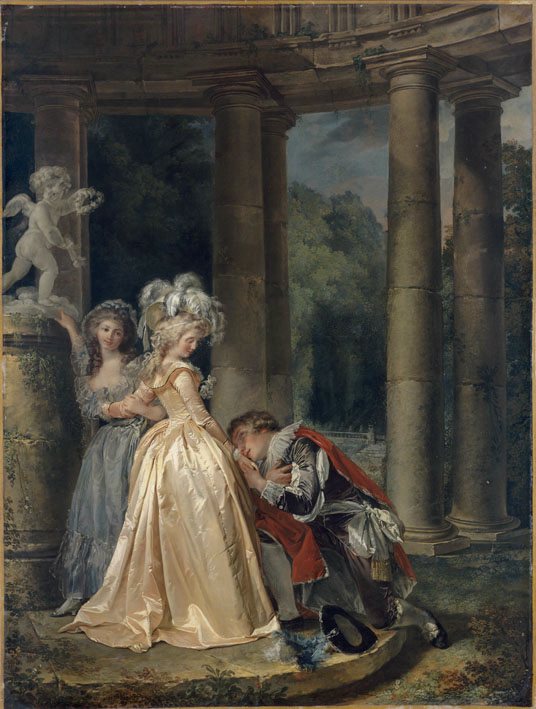
Le Serment à l’amour (1786), musée des Beaux-Arts de Dijon.
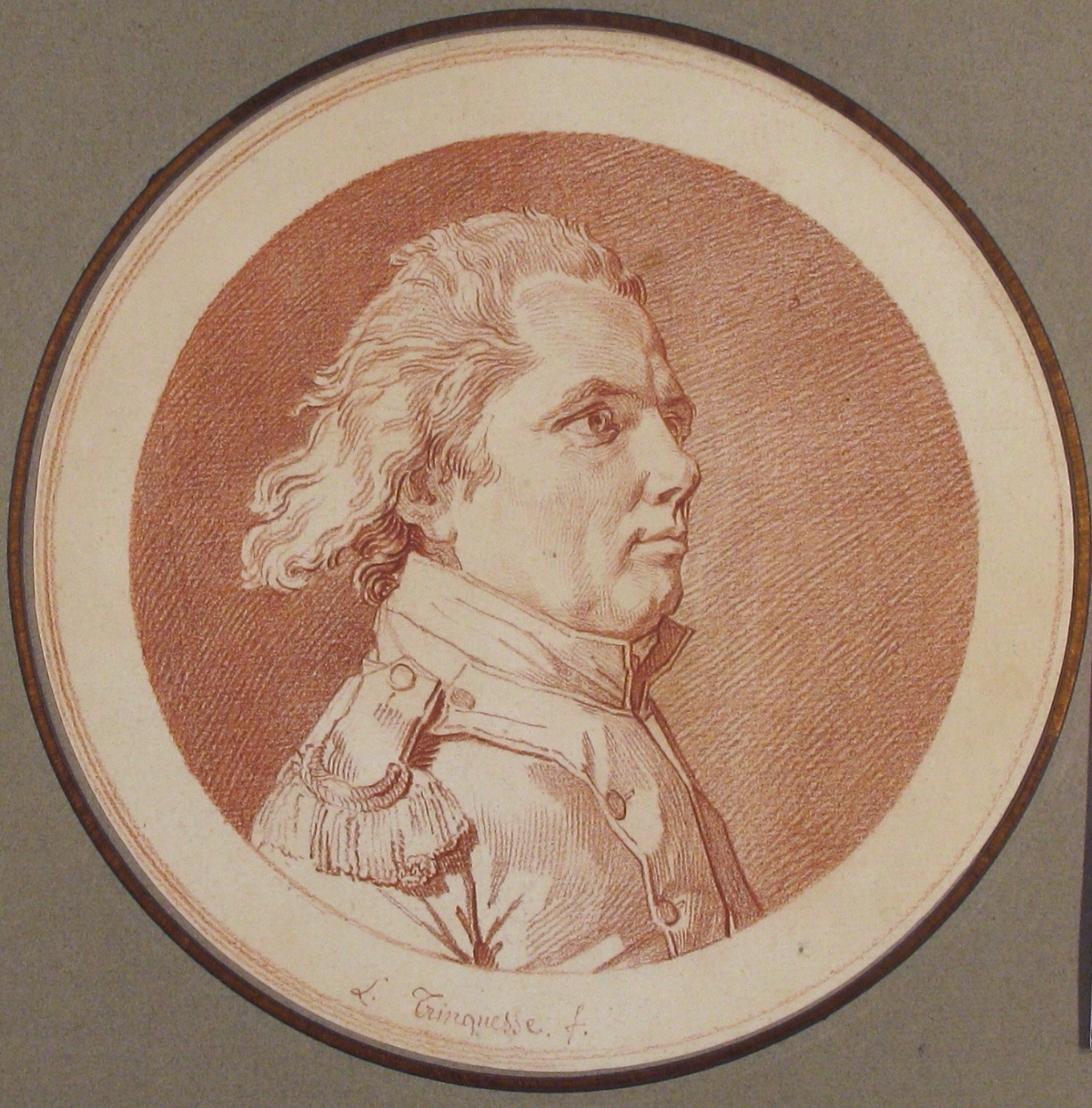
Portrait de François Reidy de Lagrange (1791–1794), New York, Metropolitan Museum of Art.
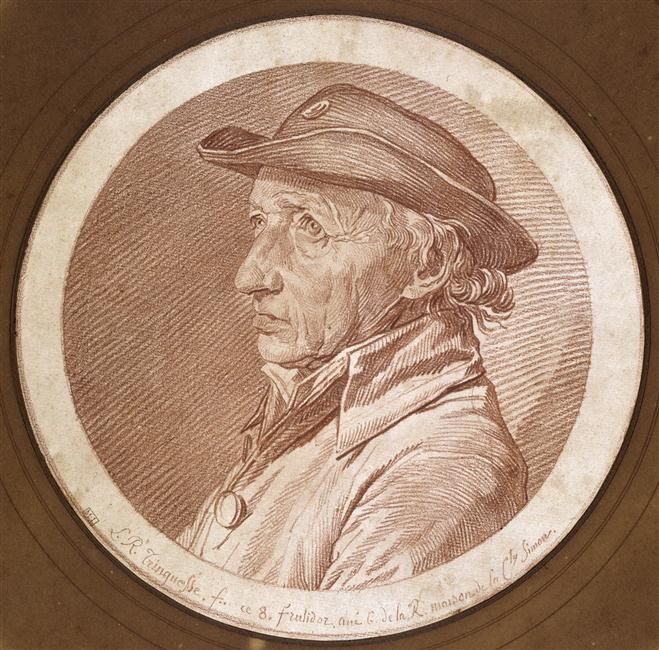
Portrait d’homme au chapeau (1798), Paris, musée du Louvre.
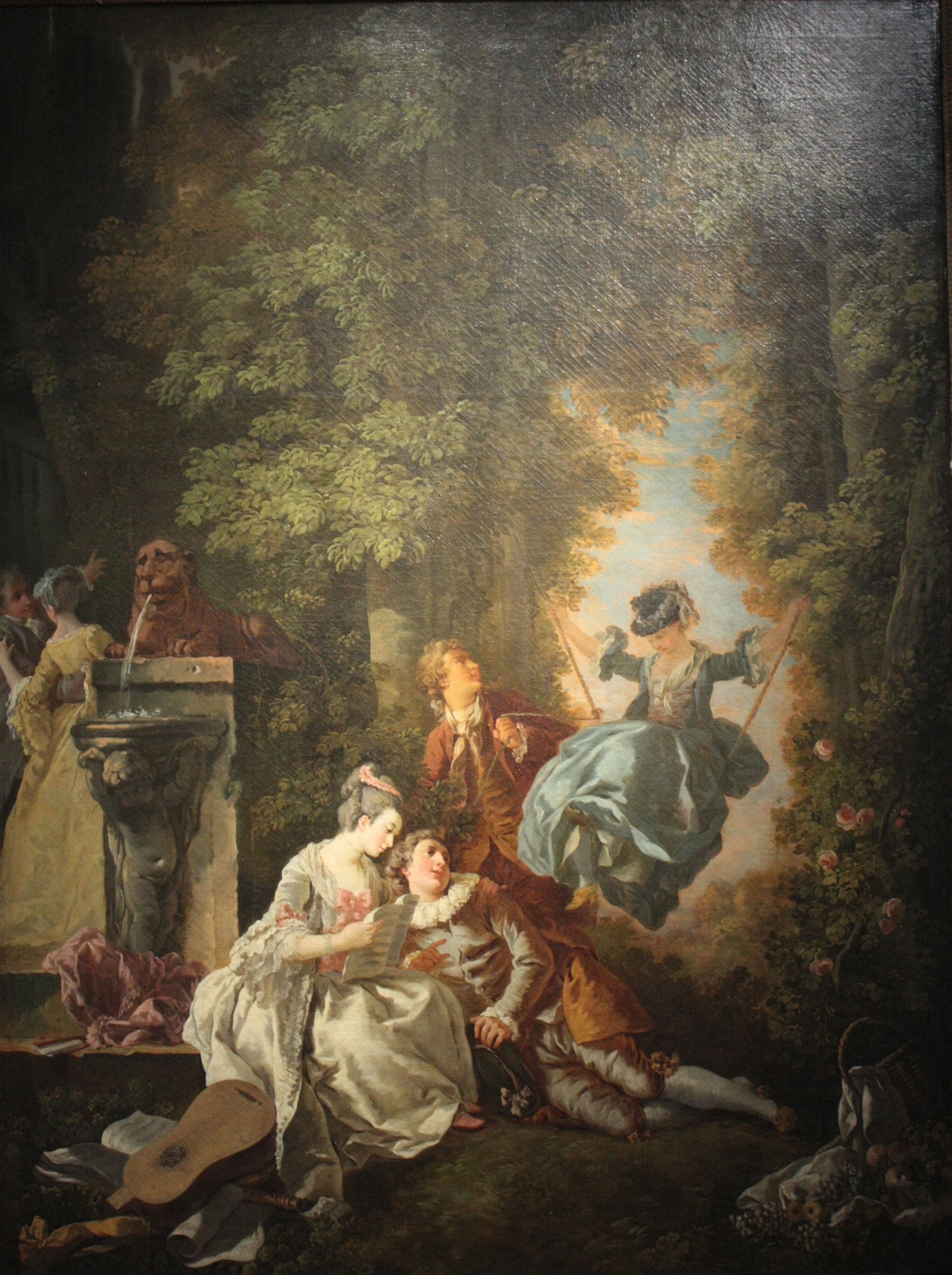
L'Escarpolette, musée des Beaux-Arts de Pau.
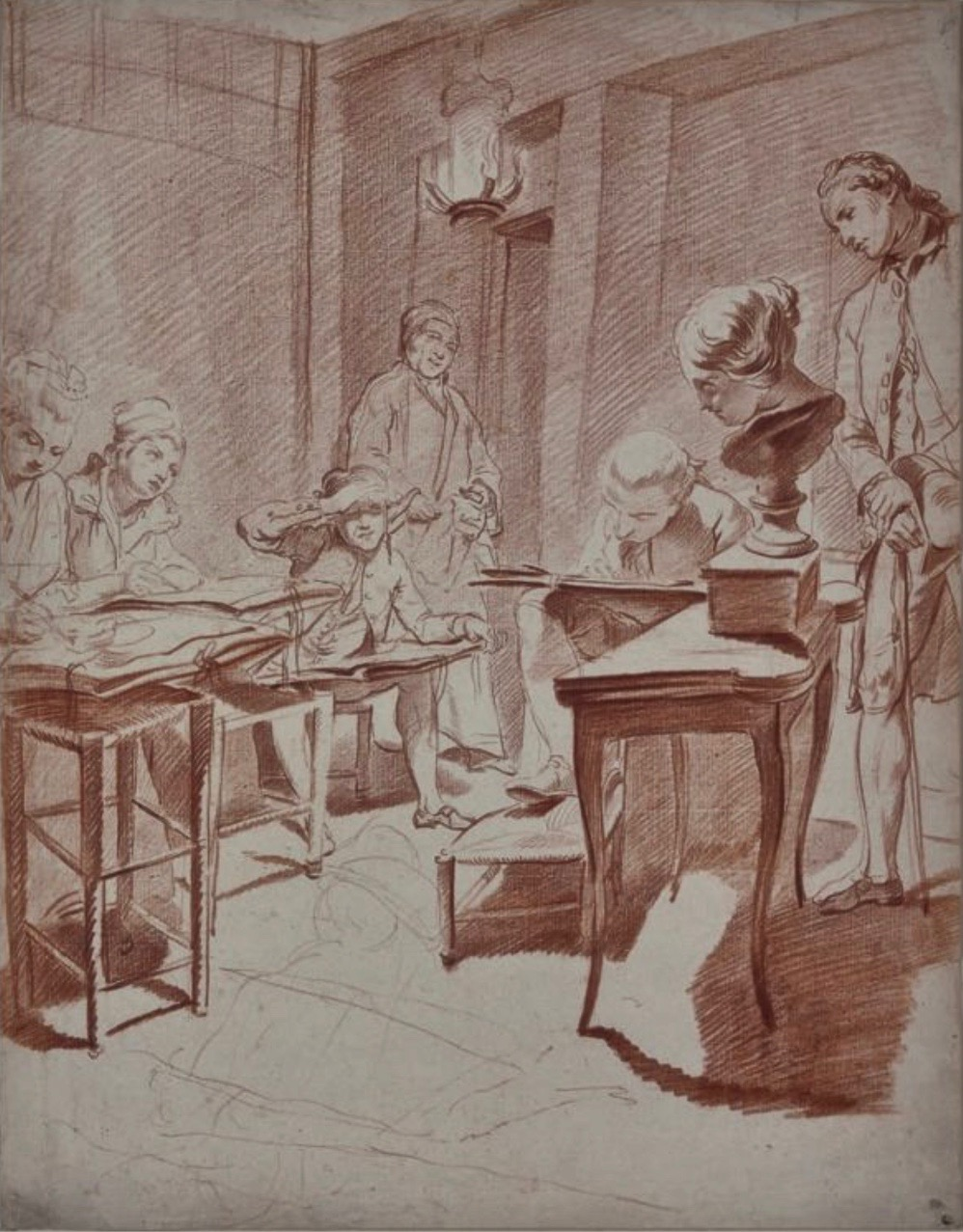
L'Atelier de dessin, travail d’après le modèle, musée des Beaux-Arts de Dijon.

## Famille
Louis-Roland Trinquesse est le frère aîné du négociant Joseph Marie Trinquesse, né vers 1750 à Paris, élève de l'Académie royale en 1766, mort à Sens en 1818. À ce titre, il est l'arrière-grand-oncle de Louis Michel Maxime Trinquesse (1857-1934), architecte du Grand Hôtel de Font-Romeu, dans les Pyrénées-Orientales.